# مونتاژن ۸۸۹۰
سیارک ۸۸۹۰ (به انگلیسی: 8890 Montaigne، نامگذاری:1994PS37) هشت هزار و هشتصد و نودمین سیارک کشف شده‌است که در ۱۰ اوت ۱۹۹۴ کشف شد.
قدر مطلق سیارک برابر ۳۰.۹ است.